# Zubrohlava
Zubrohlava est un village de Slovaquie situé dans la région de Žilina.

## Histoire
Première mention écrite du village en 1580.

## Démographie

### Évolution de la population
| Année:               | 1994. | 2004.    | 2014.    | 2024.    |
| -------------------- | ----- | -------- | -------- | -------- |
| Nombre de personnes: | 1746  | 2044     | 2263     | 2555     |
| Différence:          |       | +17,06 % | +10,71 % | +12,90 % |

| Année:               | 2023. | 2024.   |
| -------------------- | ----- | ------- |
| Nombre de personnes: | 2493  | 2555    |
| Différence:          |       | +2,48 % |